# 85.ª edición de los Premios Óscar

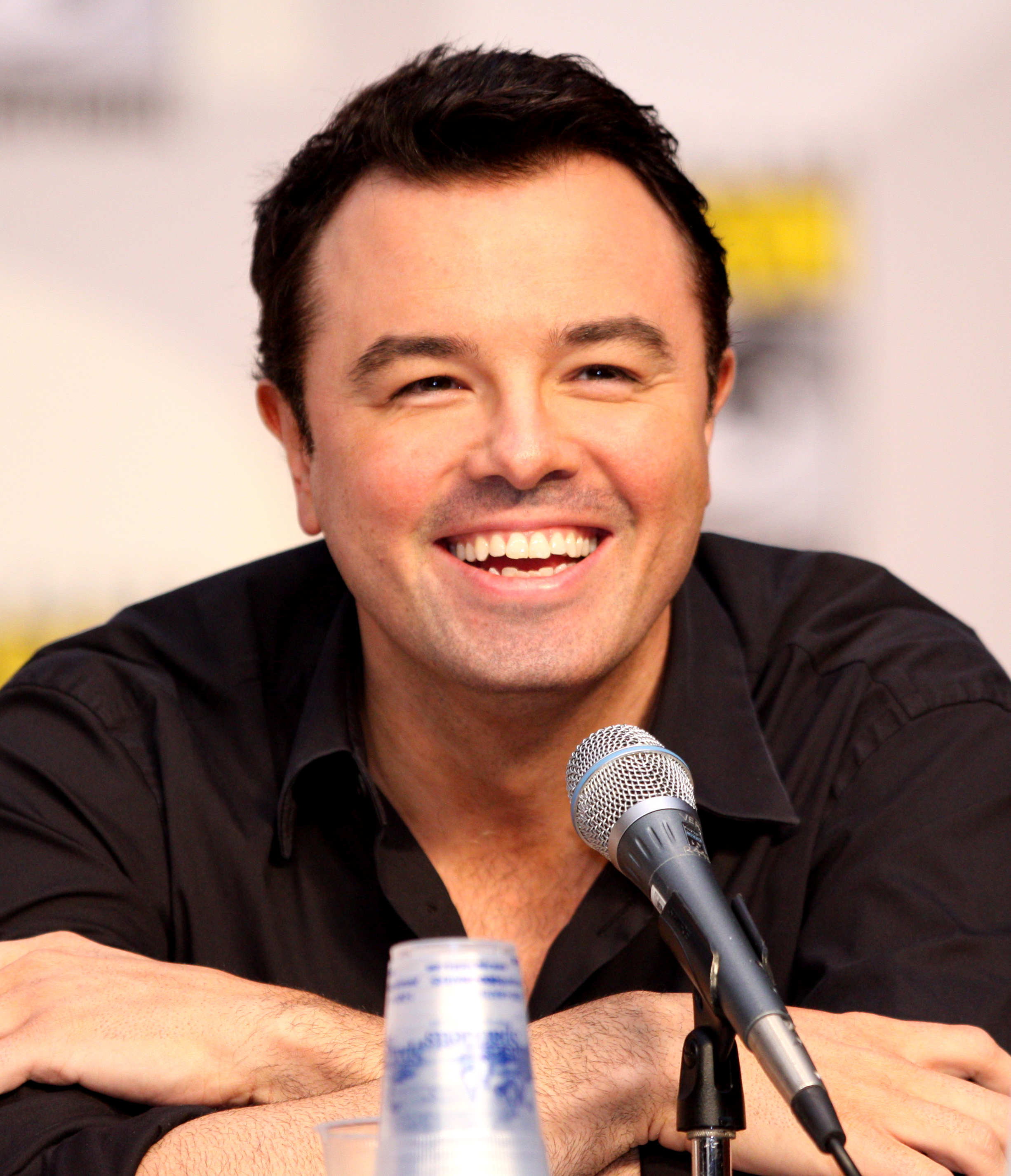
Seth MacFarlane fue el anfitrión de los Premios Óscar de 2012.

La 85.ª edición de los Óscar premió a las mejores películas de 2012. Organizada por la Academia de Artes y Ciencias Cinematográficas y presentada por Seth MacFarlane, tuvo lugar en el Dolby Theatre de Los Ángeles (Estados Unidos) el 24 de febrero de 2013. Las nominaciones se hicieron públicas el 10 de enero de 2013 por Emma Stone.
Argo fue la triunfadora a pesar de conseguir solo tres estatuillas aunque una de ellas era la mejor película, la primera película desde Paseando aMiss Daisy en 1989 que consigue este honor sin haber sido nominado su director. Otros ganadores fueron La vida de Pi con cuatro premios, Les Misérables con tres, Django Unchained, Lincoln y Skyfall con dos, Amour, Anna Karenina, Brave, Curfew, Inocente, Paperman, Searching for Sugar Man, Silver Linings Playbook y Zero Dark Thirty con una.

## Premios
Indica el ganador dentro de cada categoría.

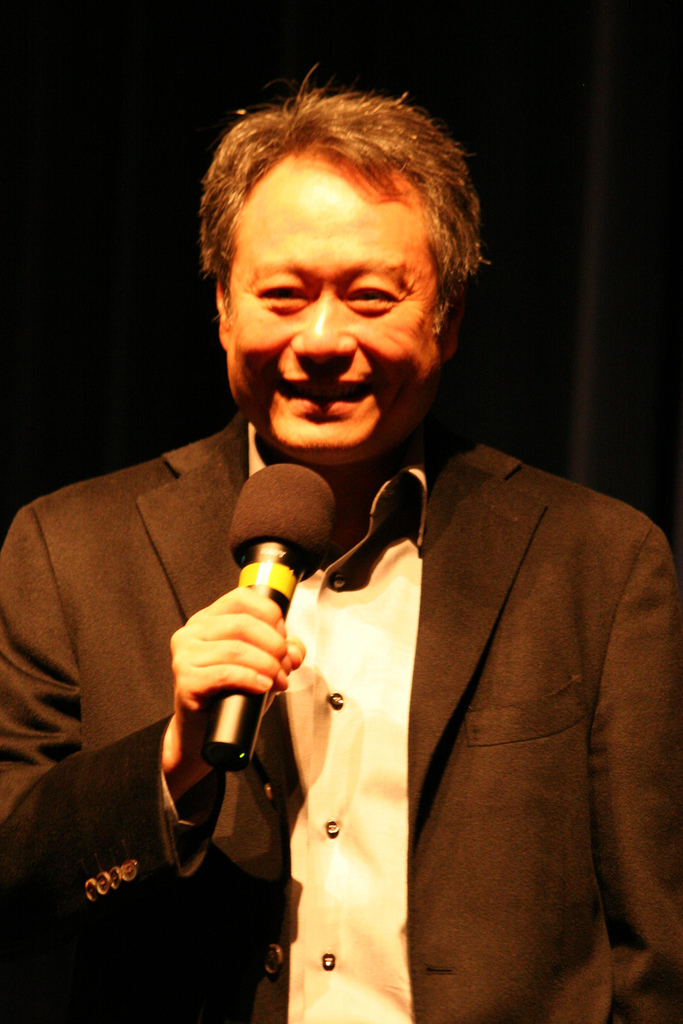
Ang Lee fue el ganador del Óscar al mejor director por Life of Pi.

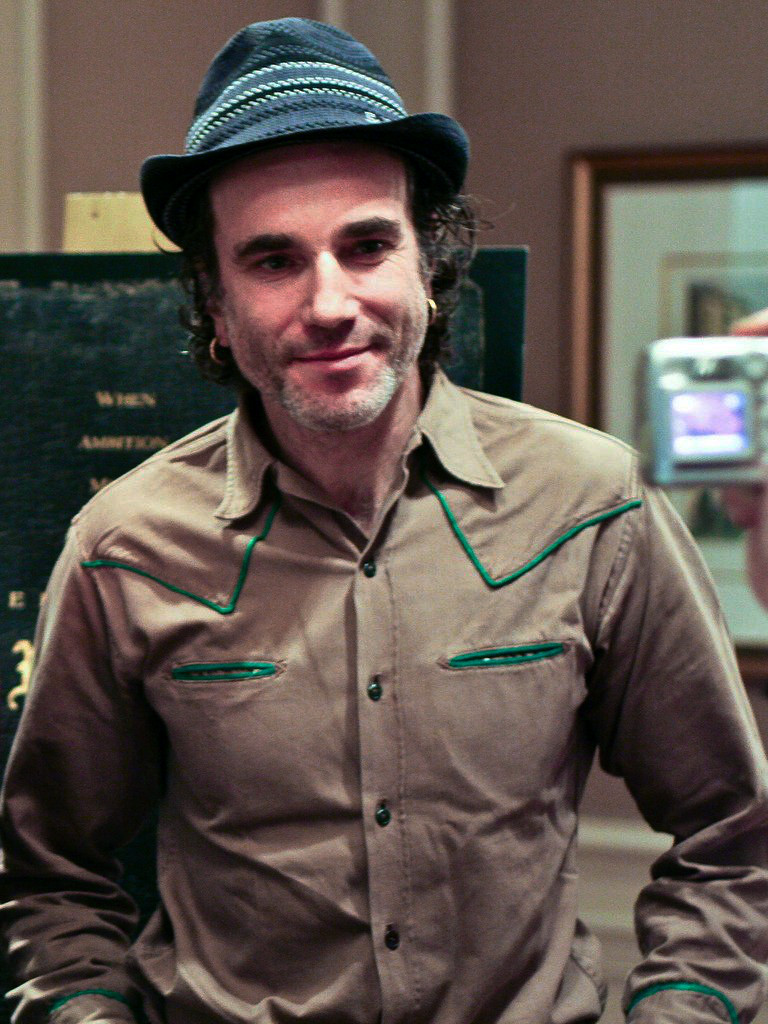
Daniel Day-Lewis fue el ganador del Óscar al mejor actor por Lincoln.

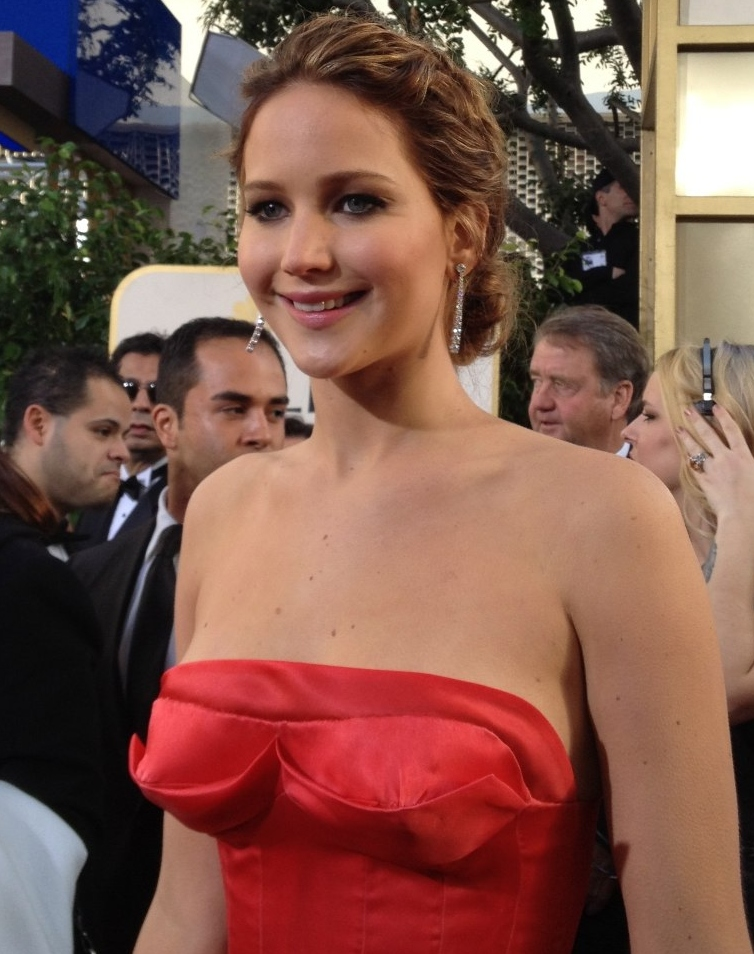
Jennifer Lawrence fue la ganadora del Óscar a mejor actriz por Silver Linings Playbook.

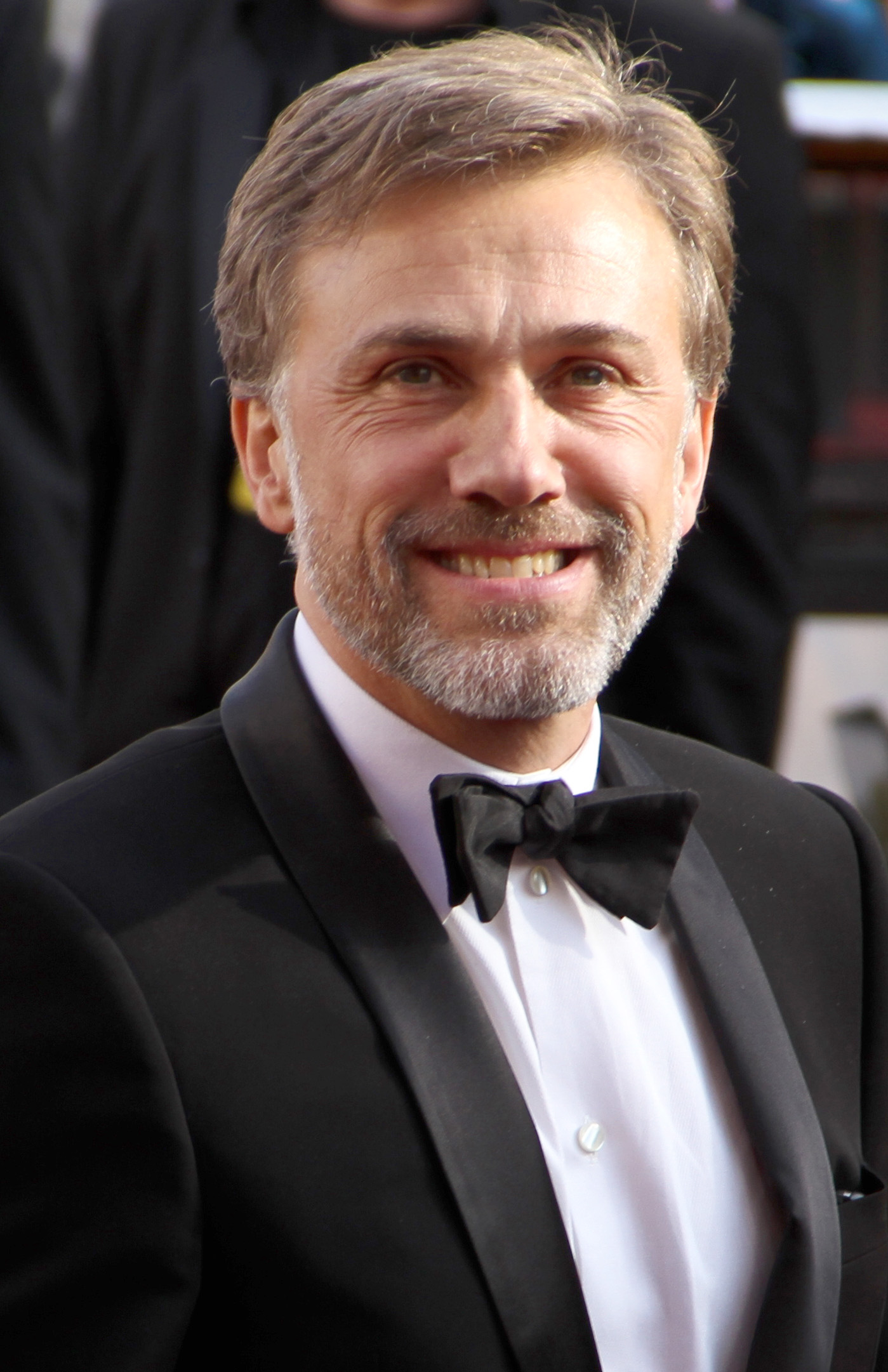
Christoph Waltz fue el ganador del Óscar a mejor actor de reparto por Django Unchained.

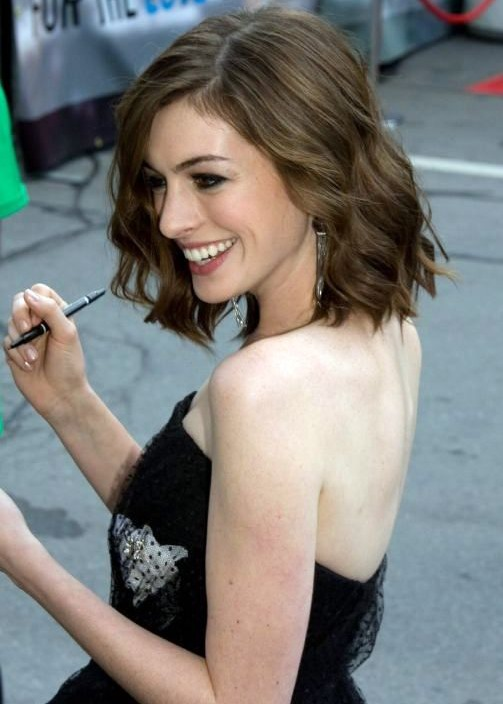
Anne Hathaway fue la ganadora del Óscar a la mejor actriz de reparto por Les Misérables.

| Mejor película Presentado por: Jack Nicholson y Michelle Obama. | Mejor director Presentado por: Michael Douglas y Jane Fonda. |
| --- | --- |
| Argo – Grant Heslov, Ben Affleck, George Clooney. | Ang Lee – Life of Pi (La vida de Pi) |
| - Amour (Amor) – Margaret Menegoz, Stefan Arndt, Veit Heiduschka y Michael Katz - Beasts of the Southern Wild (Bestias del sur salvaje) – Dan Janvey, Josh Penn y Michael Gottwald - Django Unchained (Django desencadenado) – Stacey Sher, Reginald Hudlin y Pilar Savone - Les Misérables (Los miserables) – Tim Bevan, Eric Fellner, Debra Hayward y Cameron Mackintosh - Life of Pi (La vida de Pi) – Gil Netter, Ang Lee y David Womark - Lincoln – Steven Spielberg y Kathleen Kennedy - Silver Linings Playbook (El lado bueno de las cosas) – Donna Gigliotti, Bruce Cohen y Jonathan Gordon - Zero Dark Thirty (La noche más oscura) – Mark Boal, Kathryn Bigelow y Megan Ellison | - Michael Haneke – Amour (Amor) - David O. Russell – Silver Linings Playbook (El lado bueno de las cosas) - Steven Spielberg – Lincoln - Benh Zeitlin – Beasts of the Southern Wild (Bestias del sur salvaje) |
| Mejor actor Presentado por: Meryl Streep. | Mejor actriz Presentado por: Jean Dujardin. |
| Daniel Day-Lewis – Lincoln como Abraham Lincoln | Jennifer Lawrence – Silver Linings Playbook (El lado bueno de las cosas)como Tiffany Maxwell |
| - Bradley Cooper – Silver Linings Playbook (El lado bueno de las cosas) como Patrizio "Pat Jr" Solitano" - Hugh Jackman – Les Misérables (Los miserables) como Jean Valjean - Joaquin Phoenix – The Master como Freddie Quell - Denzel Washington – Flight (El vuelo) como William "Whip" Whitaker | - Jessica Chastain – Zero Dark Thirty (La noche más oscura) como Maya - Emmanuelle Riva – Amour (Amor) como Anne - Quvenzhané Wallis – Beasts of the Southern Wild (Bestias del sur salvaje) como Hushpuppy - Naomi Watts – Lo imposible como María Bennett |
| Mejor actor de reparto Presentado por: Octavia Spencer. | Mejor actriz de reparto Presentado por: Christopher Plummer. |
| Christoph Waltz – Django Unchained (Django desencadenado) como Dr. King Schultz | Anne Hathaway – Les Misérables (Los miserables) como Fantine |
| - Alan Arkin – Argo como Lester Siegel - Robert De Niro – Silver Linings Playbook (El lado bueno de las cosas) como Patrizio "Pat Sr" Solitano - Philip Seymour Hoffman – The Master como Lancaster Dodd - Tommy Lee Jones – Lincoln como Thaddeus Stevens | - Amy Adams – The Master como Peggy Dodd - Sally Field – Lincoln como Mary Todd Lincoln - Helen Hunt – The Sessions (Las sesiones) como Cheryl Cohen Greene - Jacki Weaver – Silver Linings Playbook (El lado bueno de las cosas) como Dolores Solitano |
| Mejor guion original Presentado por: Charlize Theron y Dustin Hoffman. | Mejor guion adaptado Presentado por: Charlize Theron y Dustin Hoffman. |
| Django Unchained (Django desencadenado) – Quentin Tarantino | Argo – Chris Terrio; basado en The Master of Disguise de Antonio Méndez y The Great Escape de Joshuah Bearman |
| - Amour (Amor) – Michael Haneke - Flight (El vuelo) – John Gatins - Moonrise Kingdom – Wes Anderson, Roman Coppola - Zero Dark Thirty (La noche más oscura) – Mark Boal | - Beasts of the Southern Wild (Bestias del sur salvaje) – Lucy Alibar, Benh Zeitlin; basados en Juicy and Delicious de Lucy Alibar - Life of Pi (La vida de Pi) – David Magee; basado en La vida de Pi de Yann Martel - Lincoln – Tony Kushner; basado en Team of Rivals: The Political Genius of Abraham Lincoln de Doris Kearns Goodwin - Silver Linings Playbook (El lado bueno de las cosas) – David O. Russell; basado en The Silver Linings Playbook de Matthew Quick |
| Mejor película de animación Presentado por: Melissa McCarthy y Paul Rudd. | Mejor película extranjera (de habla no inglesa) Presentado por: Jennifer Garner y Jessica Chastain. |
| Brave – Mark Andrews y Brenda Chapman | Amour (Amor) (Austria), en francés — Michael Haneke |
| - Frankenweenie – Tim Burton - ParaNorman – Sam Fell y Chris Butler - The Pirates! Band of Misfits – Peter Lord - Wreck-It Ralph – Rich Moore | - Kon-Tiki (Noruega), en noruego — Joachim Rønning y Espen Sandberg - No (Chile), en español — Pablo Larraín - Rebelle (Canadá), en francés — Kim Nguyen - Un asunto real (En Kongelig Affære) (Dinamarca), en danés — Nikolaj Arcel |
| Mejor documental largo Presentado por: Ben Affleck. | Mejor documental corto Presentado por: Jamie Foxx y Kerry Washington. |
| Searching for Sugar Man – Malik Bendjelloul y Simon Chinn | Inocente – Sean Fine y Andrea Nix Fine |
| - 5 Broken Cameras – Emad Burnat, Guy Davidi - The Gatekeepers – Dror Moreh, Philippa Kowarsky y Estelle Fialon - How to Survive a Plague – David France y Howard Gertler - The Invisible War – Kirby Dick y Amy Ziering | - Kings Point – Sari Gilman y Jedd Wider - Mondays at Racine – Cynthia Wade y Robin Honan - Open Heart – Kief Davidson y Cori Shepherd Stern - Redemption – Jon Alpert y Matthew O'Neill |
| Mejor cortometraje Presentado por: Jamie Foxx y Kerry Washington. | Mejor cortometraje animado Presentado por: Melissa McCarthy y Paul Rudd |
| Curfew – Shawn Christensen | Paperman – John Kahrs |
| - Asad – Bryan Buckley y Mino Jarjoura - Buzkashi Boys – Sam French y Ariel Nasr - Death of a Shadow (Dood Van Een Schaduw) – Tom Van Avermaet y Ellen De Waele - Henry – Yan England | - Adam and Dog – Minkyu Lee - Fresh Guacamole – Adam Pesapane (Pes) - Head over Heels – Timothy Reckart y Fodhla Cronin O'Reilly - The Longest Daycare – David Silverman |
| Mejor banda sonora original Presentado por: Richard Gere, Queen Latifah, Renée Zellweger y Catherine Zeta-Jones. | Mejor canción original Presentado por: Richard Gere, Queen Latifah, Renée Zellweger y Catherine Zeta-Jones. |
| Life of Pi (La vida de Pi) – Mychael Danna | «Skyfall» de Skyfall – Adele Adkins y Paul Epworth |
| - Anna Karenina – Dario Marianelli - Argo – Alexandre Desplat - Lincoln – John Williams - Skyfall – Thomas Newman | - «Before My Time» de Persiguiendo el hielo – J. Ralph - «Everybody Needs a Best Friend» de Ted – Walter Murphy y Seth MacFarlane - «Pi's Lullaby» de Life of Pi (La vida de Pi) – Mychael Danna y Bombay Jayashri - «Suddenly» de Les Misérables (Los miserables) – Claude-Michel Schönberg, Herbert Kretzmer y Alain Boublil |
| Mejor edición de sonido Presentado por: Mark Wahlberg y Ted. | Mejor sonido Presentado por: Mark Wahlberg y Ted. |
| Skyfall – Per Hallberg y Karen Baker Landers Zero Dark Thirty (La noche más oscura) – Paul N. J. Ottosson | Les Misérables (Los miserables) – Andy Nelson, Mark Paterson y Simon Hayes |
| - Argo – Erik Aadahl y Ethan Van der Ryn - Django Unchained (Django desencadenado) – Wylie Stateman - Life of Pi (La vida de Pi) – Eugene Gearty y Philip Stockton | - Argo – John Reitz, Gregg Rudloff y José Antonio García - Life of Pi (La vida de Pi) – Ron Bartlett, D. M. Hemphill y Drew Kunin - Lincoln – Andy Nelson, Gary Rydstrom y Ronald Judkins - Skyfall – Scott Millan, Greg P. Russell y Stuart Wilson |
| Mejor diseño de producción Presentado por: Kristen Stewart y Daniel Radcliffe. | Mejor fotografía Presentado por: Robert Downey Jr., Chris Evans, Samuel L. Jackson, Jeremy Renner y Mark Ruffalo. |
| Lincoln – Rick Carter y Jim Erickson | Life of Pi (La vida de Pi) – Claudio Miranda |
| - Anna Karenina – Sarah Greenwood y Katie Spencer - The Hobbit: An Unexpected Journey (El hobbit: un viaje inesperado) – Dan Hennah, Ra Vincent y Simon Bright - Les Misérables (Los miserables) – Eve Stewart y Anna Lynch-Robinson - Life of Pi (La vida de Pi) – David Gropman y Anna Pinnock | - Anna Karenina – Seamus McGarvey - Django Unchained (Django desencadenado) – Robert Richardson - Lincoln – Janusz Kamiński - Skyfall – Roger Deakins |
| Mejor maquillaje y peluquería Presentado por: Jennifer Aniston y Channing Tatum. | Mejor diseño de vestuario Presentado por: Jennifer Aniston y Channing Tatum. |
| Les Misérables (Los miserables) – Lisa Westcott y Julie Dartnell | Anna Karenina – Jacqueline Durran |
| - Hitchcock – Howard Berger, Peter Montagna y Martin Samuel - The Hobbit: An Unexpected Journey (El hobbit: un viaje inesperado) – Peter Swords King, Rick Findlater y Tami Lane | - Les Misérables (Los miserables) – Paco Delgado - Lincoln – Joanna Johnston - Mirror Mirror (Blancanieves) – Eiko Ishioka - Snow White and the Huntsman (Blancanieves y la leyenda del cazador) – Colleen Atwood |
| Mejor montaje Presentado por: Sandra Bullock. | Mejores efectos visuales Presentado por: Robert Downey Jr., Chris Evans, Samuel L. Jackson, Jeremy Renner y Mark Ruffalo. |
| Argo – William Goldenberg | Life of Pi (La vida de Pi) – Bill Westenhofer, Guillaume Rocheron, Erik-Jan De Boer y Donald R. Elliott |
| - Life of Pi (La vida de Pi) – Tim Squyres - Lincoln – Michael Kahn - Silver Linings Playbook (El lado bueno de las cosas) – Jay Cassidy y Crispin Struthers - Zero Dark Thirty (La noche más oscura) – Dylan Tichenor y William Goldenberg | - The Hobbit: An Unexpected Journey (El hobbit: un viaje inesperado) – Joe Letteri, Eric Saindon, David Clayton y R. Christopher White - The Avengers (Los vengadores) – Janek Sirrs, Jeff White, Guy Williams y Dan Sudick - Prometheus – Richard Stammers, Trevor Wood, Charley Henley y Martin Hill - Snow White and the Huntsman (Blancanieves y la leyenda del cazador) – Cedric Nicolas-Troyan, Philip Brennan, Neil Corbould y Michael Dawson                        |

### Governors Awards
La Academia concedió los 4º Governors Awards anuales el 1 de diciembre de 2012, durante el cual se entregaron los siguientes premios:
- a Hal Needham, un innovador, mentor y técnico maestro que elevó su oficio a arte e hizo que lo imposible pareciera fácil.[7]
- a D. A. Pennebaker, que redefinió el lenguaje del cine y enseñó a una generación de cineastas a buscar inspiración en la realidad.[7]
- a George Stevens, Jr., un incansable defensor de las artes en Estados Unidos y, en especial, de la más estadounidense de las artes: el cine de Hollywood.[7]

#### Premio Humanitario Jean Hersholt
- Jeffrey Katzenberg quien ha liderado a nuestra comunidad en una filantropía ilustrada con su extraordinario ejemplo.[7]

## Premios y nominaciones múltiples
| Película                                                            | Candidaturas | Premios |
| ------------------------------------------------------------------- | ------------ | ------- |
| Lincoln                                                             | 12           | 2       |
| Life of Pi (La vida de Pi)                                          | 11           | 4       |
| Les Misérables (Los miserables)                                     | 8            | 3       |
| Argo                                                                | 7            | 3       |
| Skyfall                                                             | 5            | 2       |
| Django Unchained (Django desencadenado)                             | 5            | 2       |
| Silver Linings Playbook (El lado bueno de las cosas)                | 8            | 1       |
| Amour (Amor)                                                        | 5            | 1       |
| Zero Dark Thirty (La noche más oscura)                              | 5            | 1       |
| Valiente                                                            | 1            | 1       |
| Ana Karenina                                                        | 4            | 1       |
| Beasts of the Southern Wild (Bestias del sur salvaje)               | 4            | 0       |
| The Hobbit: An Unexpected Journey (El hobbit: un viaje inesperado)  | 3            | 0       |
| The Master                                                          | 3            | 0       |
| Flight (El vuelo)                                                   | 2            | 0       |
| Snow White and the Huntsman (Blancanieves y la leyenda del cazador) | 2            | 0       |

## In Memoriam
El anual In Memoriam, fue presentado por George Clooney. El montaje fue presentado por el título principal de Memorias de África por el compositor John Barry. Al final del tributo, Barbra Streisand cantó "The Way We Were" en tributo al compositor Marvin Hamlisch.
- Jack Klugman
- Celeste Holm
- Adam Yauch
- Michael Clarke Duncan
- Charles Durning
- Carlo Rambaldi
- Erland Josephson
- Richard Robbins
- Stephen Frankfurt
- Harris Savides
- Tonino Guerra
- J. Michael Riva
- Ulu Grosbard
- Herbert Lom
- Bruce Surtees
- Andrew Sarris
- Geroge A. Bowers
- Tony Scott
- Theodore Soderberg
- Lois W. Smith
- Geoffrey G. Ammer
- Neil Travis
- Mike Hopkins
- John D. Lowry
- Hal David
- Nora Ephron
- Charles Rosen
- Mike Kohut
- Frank Pierson
- Ann Rutherford
- Chris Marker
- Charles W. Washburn
- Ray Bradbury
- Richard Rodney Bennett
- Robert B. Sherman
- Richard D. Zanuck
- Matthew Yuricich
- Marvin Hamlisch

## Hitos y hechos históricos en esta edición
- Argo se convirtió en la cuarta película en ganar el Óscar a la mejor película sin haber sido nominado al Óscar a mejor director,  esta hazaña fue previamente lograda por Alas en 1929, Grand Hotel en 1932 y Driving Miss Daisy en 1990.
- Daniel Day-Lewis  gana por tercera ocasión el Óscar a Mejor actor, convirtiéndolo en el primer actor más premiado en esa categoría.
- Jennifer Lawrence gana su primer Óscar a Mejor actriz a los 22 años de edad, convirtiéndose en la segunda actriz más joven en ganar el Óscar en esta categoría, solamente siendo superada por Marlee Matlin quien ganó la estatuilla al tener 21 años de edad en 1986.
- En esta edición Amor fue la única película de habla no inglesa en ser nominada al Óscar a la mejor película y es la cuarta película en conseguir simultáneamente una nominación al Óscar a mejor película y mejor película de habla no inglesa.
- Silver Linings Playbook fue la única película en conseguir una candidatura en cada una de las ternas de actuación (Mejor actor, Mejor actriz, Mejor actor de reparto y Mejor actriz de reparto), la última película en lograrlo fue Reds en 1982.
- Quvenzhané Wallis fue la actriz más joven en ser nominada al Óscar a Mejor actriz por Beasts of the Southern Wild, al solo tener 9 años de edad.
- Emmanuelle Riva fue la actriz más longeva en ser nominada al Óscar a Mejor actriz a los 85 años de edad por el film Amor, y a su vez fue la única actriz en dicha categoría en competir por una interpretación de habla no inglesa.
- Por primera vez en la historia del Óscar todos los actores nominados en una categoría (Mejor actor de reparto) ganaron previamente una estatuilla.
- Por primera vez en la categoría de Mejor edición de sonido se da un empate resultado ganadores: Per Hallberg y Karen Baker Landers por Skyfall y Paul N. J. Ottosson por La noche más oscura.
- Dos películas del género fantástico fueron nominados al Óscar a Mejor película: Beasts of the Southern Wild y Life of Pi respectivamente.
- Django Unchained, fue la única película del género Western en ser nominada al Óscar a Mejor película.
- Kon-Tiki es la primera película noruega en ser nominada al Óscar a la mejor película de habla no inglesa.
- No es la primera película chilena en ser nominada al Óscar a la mejor película de habla no inglesa.